# Urbanització La Rotonda
La urbanització La Rotonda és un conjunt de quatre edificis de la ciutat valenciana d'Alacant situat al passeig marítim de Platja de Sant Joan.
Va ser projectada en 1965 per l'arquitecte Juan Guardiola Gaya. Consta de quatre edificis de diferent tipologia entre els quals destaca la torre, coneguda com La Pagoda, de 18 altures, que actua com a punt de referència en l'inici de la platja de Sant Joan.
De planta quadrada, la torre s'estructura en quatre habitatges servits per una escala que deixa al seu centre un pati interior. Representa imatges de l'arquitectura japonesa. Forma part del catàleg de béns protegits de l'Ajuntament d'Alacant.